# Beatriz Hevia
Pour les articles homonymes, voir Hevia.
Beatriz Hevia, née le 30 octobre 1992 à Osorno, est une femme politique chilienne, membre du Parti républicain. Elle est présidente de l'Assemblée constituante de 2023.

## Biographie
Beatriz Hevia est issue d'une famille de grands propriétaires terriens. Son père a dirigé la Société d'agriculture et d'élevage d'Osorno.
Elle suit ses études de droit avec à l’université des Andes, un établissement privé pour étudiants issus de classes favorisées.
Elle est coordinatrice des jeunes de la campagne présidentielle de 2017 de José Antonio Kast. En 2018, elle devient conseillère parlementaire du député conservateur Harry Jürgensen Rundshagen, leurs familles – d’importants éleveurs du sud du pays, d’origine allemande – étant proches. Elle rejoint ensuite, entre 2021 et 2022, le cabinet du ministère de l’économie, sous la présidence de Sebastián Piñera.
Elle est élue pour la circonscription de Los Lagos lors des élections constituantes de 2023 et devient présidente de l'Assemblée le 7 juin de la même année. Lors de son discours d'intronisation, elle met en garde contre ce qu'elle perçoit comme un délitement de la société : « À la crise intégrale dont nous souffrons s’ajoute une profonde crise morale qui se manifeste à travers la décomposition de la vie familiale, le mépris envers l’autorité et l’État de droits... »

### Positionnement politique
Classée à l’extrême droite, elle défend un modèle de société ultraconservateur et néolibéral. Elle a suscité de nombreuses controverses, notamment pour avoir défendu la dictature de Pinochet.